# Cabo Bage

O cabo Bage é um ponto proeminente na costa entre a Baía de Murphy e a baía Ainsworth, na Antártida Oriental. Foi descoberto em 1912 pela Expedição Antártica Australasiática (1911-14) sob o comando de Douglas Mawson, que o batizou com o nome de Tenente R. Bage, o astrônomo da expedição, assistente de magnetismo e gravador de marés.
 Este artigo incorpora material em domínio público  de United States Geological Survey   , documento "Cabo Bage" (conteúdo do Geographic Names Information System).